# 4634 Shibuya
4634 Shibuya eller 1988 BA är en asteroid i huvudbältet som upptäcktes den 16 januari 1988 av de japanska astronomerna Masaru Inoue och Osamu Muramatsu vid Kobuchizawa-observatoriet. Den är uppkallad efter stadsdelen Shibuya i Tokyo.
Asteroiden har en diameter på ungefär 6 kilometer.